# Міхал Весела
Міхал Весела (в.-луж. Michał Wjesela; 17 вересня 1863 року, Кулів, Лужиця, Німеччина — 4 травня 1927 року, Востроуц, Німеччина) — католицький священник, лужицький поет і перекладач.

## Життєпис
Народився 17 вересня 1863 року в серболужицькому селі Кулів в селянській родині. Навчався в сільській школі в селі Лиша-Гора на околиці Будишину. 1877 року вступив у Празі в Лужицьку семінарію. Будучи семінаристом, навчався також в Малостранській гімназії. З 1883 року навчався на теологічному факультеті Карлового університету. У 1885—1886 роках після Юрія Лібша керував серболужіцькою студентською організацією «Serbowka». У 1887 році повернувся в Лужицю і в 1889 році був висвячений на священника. Служив вікарієм в селі Востроуц. У 1895 році вступив в культурно-просвітницьку організацію «Матіца сербська». У 1895—1896 роках був адміністратором в одній з парафій у Радворі. 13 вересня 1896 року був призначений настоятелем в населеному пункті Райхенау біля Житави. У 1900 році був переведений настоятелем в Востроуц, де служив до виходу на пенсію за станом здоров'я в 1926 році. Проживав в цистерціанському монастирі в Востроуці до своєї смерті 4 травня 1927 року.
Будучи студентом в Празі, публікував свої вірші в літературному журналі «Kwětki», який видавала «Сербовка». У 1885 році заснував журнал «Łužiski Serb», в якому друкував свої твори і переклади з чеської мови.